# CityLine Hungary
CityLine Hungary - венгерская чартерная авиакомпания, базирующаяся в Международном аэропорте Будапешт Ферихедь. Штаб-квартира авиакомпании расположена в Вечеше, Венгрия. В компании работает более 120 человек.

## История
Авиакомпания была основана в марте 2003 для осуществления грузовых перевозок в европейские и африканские страны и страны СНГ на двух самолетах Ан-26.
В 2009 компания открыла пассажирские маршруты из миланского аэропорта Мальпенса в Италии в места отдыха на самолете Boeing 737-200

## Дочерние компании
У CityLine Hungary есть несколько дочерних компаний (на май 2010):
- CityLine Germany
- CityLine Ukraine
- CityLine Switzerland

## Флот
Флот CityLine Hungary состоит из следующих самолетов (май 2017):